# Nova Arena
Nova Arena — спорткомплекс в Калининском районе Санкт-Петербурга. Входит в структуру холдинга Nova Group.
Nova — часть псевдонима Anna Nova певицы и галериста Анны Бариновой, супруги бизнесмена Олега Баринова, соучредителя пляжного футбольного клуба «Кристалл».

## История
Под строительство спорткомплекса (в 2010 году открыт как физкультурно-оздоровительный комплекс) был вырублено несколько гектаров Муринского парка близ Муринского ручья. Участок находился в зоне рекреации, где допускаются к возведению только плоскостные спортивные сооружения, однако Смольный, несмотря на нарушения, согласовал и узаконил постройку путём внесения соответствующих поправок в необходимые документы. В частности, в Генеральный план Санкт-Петербурга были внесены изменения, в соответствии с которыми участок парка был переведён из зоны зелёных насаждений общего пользования в зону спортивных сооружений.
Инфраструктурные объекты продолжали открываться в 2012—2014 годах. В полном объёме комплекс начал работать в мае 2014 года, хотя разрешение на строительство Госстройнадзор выдал только в декабре 2014 года, а акт о вводе подписал в августе 2015 года.
Помимо футбольного стадиона с трибуной, внутри которой располагаются подтрибунные помещения (раздевалки, судейская и пр.) и панорамный ресторан «Трибуна», спорткомплекс включает в себя также зал для игр (волейбол, баскетбол, мини-футбол), стадион для пляжного футбола, площадку для шоубола. Оснащён спа-салоном, 25-метровым бассейном, аквамассажной ванной и сауной, также имеются фитнес-клуб и прочие атрибуты коммерции — кафе и спортивные магазины.
Спорткомплекс оборудован системой искусственного освещения, является объектом проведения игр Первенства ПФЛ, соревнований МРО «Северо-Запад» и турниров ДЮСШ по Санкт-Петербургу, также принимает соревнования общероссийского и регионального масштаба по пляжному футболу, баскетболу, волейболу, теннису и пляжному регби. Среди клубов, проводящих или проводивших здесь домашние матчи: ФК «Динамо», ФК «Ленинградец», ФК «Звезда», ФК «Ядро», пляжный ФК «Кристалл», БК «Спартак» и МФК «Политех». Начиная с сезона 2022-23, комплекс является домашней ареной мини-футбольного клуба «Кристалл», выступающего в российской Суперлиге.
Поле футбольного стадиона по периметру с трёх сторон окружено сплошной стеной высотой несколько метров с разнообразной рекламой, что не согласуется с положениями коммерческого регламента ПФЛ относительно высоты рекламных щитов. Вход зрителей на футбольный стадион осуществляется через территорию оборудованной при стадионе парковки. Внутренние помещения спорткомплекса оформлены в стиле стрит-арт.
С 2018 года планировалось строительство второй очереди спорткомплекса (должны были появиться крытая арена для пляжного футбола и волейбола, несколько универсальных площадок для игровых видов спорта, в частности — мини-футбола, а также крытое футбольное поле с искусственной травой), территорию которого предполагалось расширить за счёт зелёной зоны Муринского парка. Жители близлежащих территорий неоднократно выступали за сохранение парка от застройки и за перенос строительства нового спорткомплекса за его пределы. Ранее, в 2015 году, владельцем Nova Arena компанией «Анна Нова» уже предпринимались попытки по расширению территории спорткомплекса, но из-за протестов местных жителей работы удалось остановить.
12 октября 2019 года на стадионе Nova Arena прошёл финал Кубка России среди команд 3 дивизиона (зона «Северо-Запад») в котором «Динамо» Санкт-Петербург в дополнительное время победило «Химик» Коряжма со счётом 1:0. 21 октября 2015 года стадион также принял финальный матч кубка МРО «Северо-Запад»: «Звезда» Санкт-Петербург обыграла команду «Тосно-м» со счётом 1:0.
5 июня 2025 г. на стадионе установили рекорд по самому массовому матчу в пушбол.